# Niagara-Ouest (circonscription provinciale)
Circonscription électorale provinciale du Canada
Niagara-Ouest ((en) Niagara West) est une circonscription provinciale de l'Ontario représentée à l'Assemblée législative de l'Ontario depuis 2018. 

## Géographie
La circonscription consiste en une partie de la municipalité régionale de Niagara, incluant les Grimsby, Lincoln et Pelham, ainsi qu'une partie de la ville de Saint Catharines.
Les circonscriptions limitrophes sont St. Catharines, Niagara-Centre,  Hamilton-Est—Stoney Creek, Flamborough—Glanbrook et Haldimand—Norfolk.  

## Historique
| Législature                                                                                      | Années        | Député | Député         | Parti                     |
| ------------------------------------------------------------------------------------------------ | ------------- | ------ | -------------- | ------------------------- |
| Niagara-Ouest Circonscription issue de Niagara-Ouest—Glanbrook, Niagara-Centre et St. Catharines |               |        |                |                           |
| 42e                                                                                              | 2018-2022     |        | Sam Oosterhoff | Progressiste-conservateur |
| 43e                                                                                              | 2022–2025     |        | Sam Oosterhoff | Progressiste-conservateur |
| 44e                                                                                              | 2025–en cours |        | Sam Oosterhoff | Progressiste-conservateur |

## Circonscription fédérale
Depuis les élections provinciales ontariennes du 4 octobre 2007, l'ensemble des circonscriptions provinciales et des circonscriptions fédérales sont identiques.